# Derby Type L
Der Derby Type L ist ein Pkw-Modell der Zwischenkriegszeit.

## Beschreibung
Derby bot die Fahrzeuge in den Modelljahren 1929 bis 1931 an, also von Oktober 1928 bis etwa Oktober 1931. Als bis dahin hubraumstärkstes Modell hatte der Type L keinen Vorgänger. Der zwei Jahre lang parallel angebotene Type K 6 war ähnlich konstruiert, aber etwas schwächer motorisiert.
Die Fahrzeuge haben einen zugekauften Einbaumotor von CIME. Es ist ein Sechszylinder-Reihenmotor mit 65,5 mm Bohrung, 90 mm Hub und 1820 cm³ Hubraum. Das Konzept mit Kühlergrill, Wasserkühler, Frontmotor und Hinterradantrieb war damals üblich.
Bezüglich des Radstandes sind im ersten Modelljahr 240 cm oder 260 cm, im zweiten 310 cm und im dritten 260 cm angegeben. Als Karosseriebauformen sind Tourenwagen, Roadster und Limousine bekannt.
Nachfolger wurde der Type L 8 mit Frontantrieb und V8-Motor, der im Oktober 1933 auf dem Pariser Autosalon erstmals präsentiert wurde.